# 斯旺維爾 (印地安納州)
斯旺維爾（英語：Swanville）是位於美國印地安納州傑佛遜縣的一個非建制地區。該地的面積和人口皆未知。